# Neophaeus chalcospilans
Neophaeus chalcospilans là một loài bướm đêm trong họ Noctuidae.